# Franc-maçonnerie en Turquie

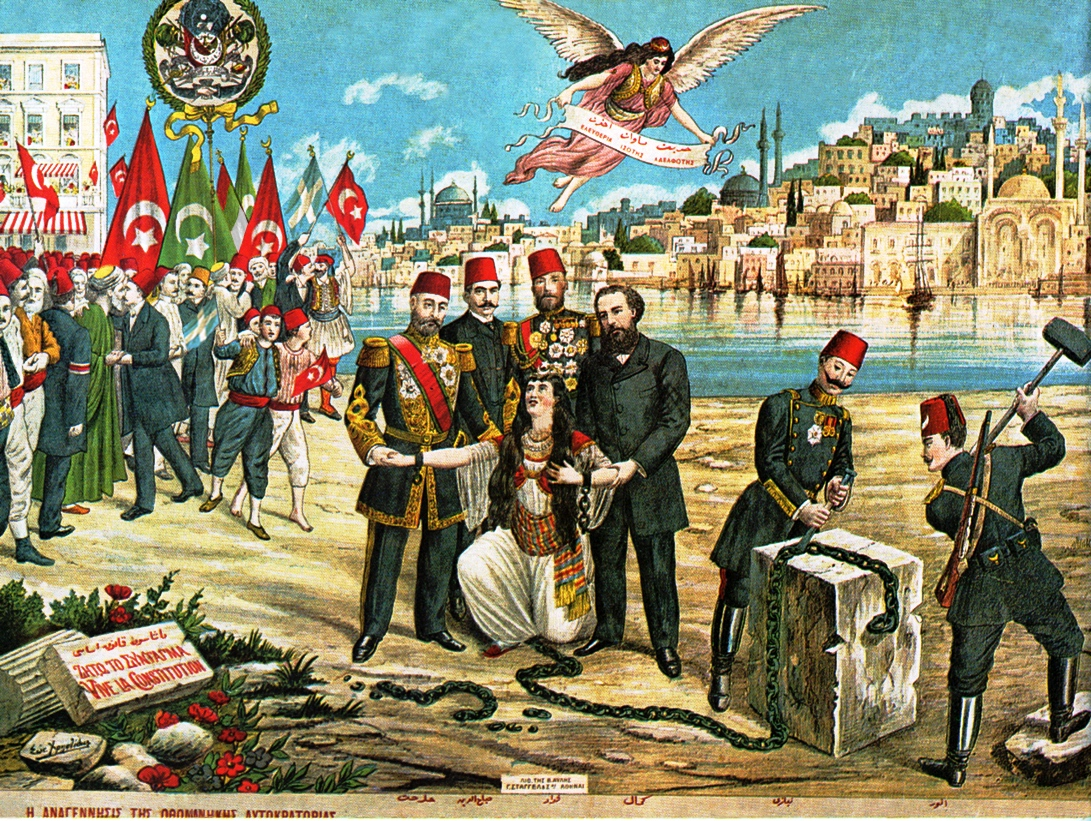
Lithographie célébrant la révolution jeune-turque et représentant les sources d'inspiration du mouvement, Midhat Pacha, le prince Sabahaddin, Fuad Pacha et Namık Kemal, les chefs militaires Niyazi Bey et Enver Pacha, ainsi que le slogan « Liberté, égalité, fraternité » (hürriyet, müsavat, uhuvvet en turc, ελευθερία, ισότης, αδελφότης en grec).

Cet article présente diverses informations sur l'histoire et la situation actuelle de la franc-maçonnerie en Turquie.

## Histoire

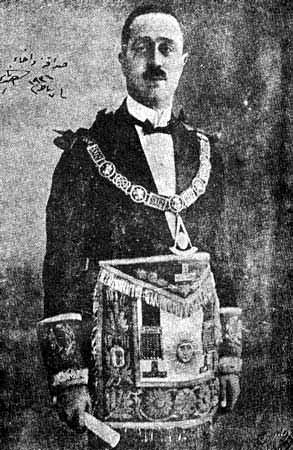
Damad ottoman Ahmed Nami Bey.

Une franc-maçonnerie de type français s'implante en Turquie au cours du XIXe siècle, tout d'abord à Salonique puis à Istanbul. Il semble qu'elle soit arrivée par les loges militaires nées durant la guerre de Crimée, au contact d'officiers francs-maçons anglais et français, et par des loges d'intellectuels constituées autour des professeurs français des écoles de l'Alliance israélite universelle fondée par Gaston Crémieux. Les maçons sont alors très actifs dans l'armée, où les militaires hostiles à l'absolutisme et voulant laïciser l'État pouvaient en effet se réunir à l'abri des loges pour pouvoir s'exprimer librement sur l'avenir de l'Empire ottoman.
Selon le maçonnologue Paul Naudon, la franc-maçonnerie ottomane influence en partie le jeune officier Mustafa Kemal, initié à la loge Vedata de Thessalonique et futur fondateur de la République turque. Cependant, il lui faudra être auréolé du statut de sauveur de la nation, au terme de la guerre d'indépendance turque, pour pouvoir déposer le sultan-calife, laïciser l'État et la législation, instituer l'égalité hommes femmes, interdire le fez et le voile islamique, romaniser l'écriture et rendre l'instruction publique obligatoire, réformes radicales qui, en temps de paix, n'auraient jamais été acceptées par la majorité des populations d'un Empire dont le souverain était aussi le commandeur des croyants et dont l'islam, religion d'État, inspirait la législation et soumettait les non-musulmans à des discriminations comme le haraç (capitation supplémentaire) ou l'impossibilité de faire carrière dans l'armée.
En 1935, le gouvernement turc décide de démolir toutes les loges maçonniques en Turquie au motif que les principes maçonniques sont incompatibles avec la politique nationaliste.

## Situation obédientielle
On trouve en 2016 en Turquie des obédiences dite « libérale et adogmatique »  ou « régulière ».